# James T. Staples
James T. Staples, oficialmente registrado como Jas. T. Staples y también conocido como Big Jim, fue un barco de vapor de ruedas de popa del río Tombigbee que cubría la ruta entre Mobile y Demopolis (Alabama) a principios del siglo XX. 
Se hundió en 1913 por una explosión mientras estaba atracado en el Tombigbee, a unas seis millas (10 km) al norte de la actual esclusa y presa de Coffeeville. Fue el último gran desastre marítimo en el que se vio implicado un barco de vapor en la historia del río Tombigbee. A raíz del desastre, el barco pasó a formar parte del folclore del suroeste de Alabama, donde se contaba que su hundimiento había sido predicho por sucesos sobrenaturales.

## Historia
El James T. Staples se terminó de construir a un coste de 40.000 dólares en Mobile durante 1908. Era lo suficientemente grande como para transportar una carga de 2.500 balas de algodón (562,5 toneladas). Su propietario era el capitán Norman A. Staples, hijo de James T. y Mary Staples. Staples tuvo problemas financieros en 1912, lo que llevó a sus acreedores a tomar posesión del barco a finales de diciembre de 1912. Staples se suicidó con una escopeta el 2 de enero de 1913. Fue enterrado en el cementerio principal de Bladon Springs, Alabama. 

### Hundimiento
Una semana después de su muerte, el 10 de enero de 1913, su antiguo barco de vapor fue destruido por la explosión de una caldera cuando se encontraba a unas cuatro millas (6,5 km) de Bladon Springs, en Powes Landing (31°48′58″N 88°10′54″O / 31.81598, -88.18167). Veintiséis personas murieron y veintiuna resultaron heridas en el desastre. Los supervivientes fueron rescatados por la tripulación del John Quill, otro buque de popa que recorría la misma ruta. Se atribuyó la explosión a un error humano o a un sabotaje. Nunca se demostró ni lo uno ni lo otro. El casco, las máquinas y las dos calderas se rescataron del río y se utilizaron para construir el Peerless, botado en 1914.

## Leyenda
Poco después de la catástrofe comenzó a circular la historia de que los tripulantes habían abandonado la sala de máquinas tras ver una aparición bajo las calderas. Otra historia publicada en varias ocasiones afirmaba que un anciano, considerado profeta por los habitantes de Coffeeville, había predicho el desastre. Kathryn Tucker Windham inmortalizó los aspectos supuestamente sobrenaturales de la catástrofe con el relato "The James T. Staples, Doomed Steamboat of the Tombigbee" (El James T. Staples, barco de vapor condenado del Tombigbee) en su obra de Jeffrey's Latest 13 More Alabama Ghosts.